# Manon Fiorot
Manon Caroline Fiorot (Niza, 17 de febrero de 1990) es una artista marcial mixta francesa que compite actualmente en la división de peso mosca de Ultimate Fighting Championship. A partir del 19 de septiembre de 2023, ocupa el puesto número #3 en la clasificación de peso mosca femenino de UFC. y a partir del 5 de septiembre de 2023, ocupa el puesto 6 en la clasificación libra por libra femenina de UFC. 

## Primeros años
Su carrera deportiva comenzó a los 7 años con el karate. Después, ingresó en un internado de estudios deportivos para dedicarse a otro campo distinto al de los deportes de combate: el snowboard. Durante sus estudios, se convirtió en campeona de Francia de snowboard.
A los 18 años, retomó el karate y obtuvo su cinturón negro antes de incorporarse a la selección francesa. En 2014, Manon fue seleccionada para los campeonatos mundiales de karate, pero se lesionó gravemente. Tras su lesión, descubrió el kick boxing y el boxeo tailandés, donde ganó varias competiciones nacionales.
En Muay Thai amateur, su récord es de 12 victorias y 0 derrotas. En esta última disciplina, ostenta dos títulos de campeona nacional. Cinturón negro de karate, posee tres títulos de campeona nacional de K-1.

## Carrera de artes marciales mixtas

### Carrera temprana
En 2017, participó en el Campeonato Europeo Amateur donde perdió en la final ante la lucha de Cornelia Holm. Unos meses después, ganó el Campeonato Mundial Amateur de IMMAF. Su récord en combates amateurs fue de 7 victorias con 1 derrota.
El 16 de junio de 2018, hizo su primer combate profesional contra Leah McCourt en la organización Cage Warriors en Cage Warriors 94 y perdió el combate por decisión dividida.
En 2019, viajó a Johannesburgo para participar en un reality show llamado The Fighter organizado por Extreme Fighting Championship (EFC). Tras 2 meses de competiciones, ganó el concurso y se unió a EFC. En diciembre de 2019, ganó contra Amanda Lino, convirtiéndose en la Campeona Mundial de Peso Mosca Femenino de EFC.
Tras su título, se unió a UAE Warriors. En UAE Warriors 12, derrotó a Corinne Laframboise por TKO en el tercer asalto. En UAE Warriors 13, Fiorot derrotó a Naomi Tataroglu por TKO en el segundo asalto. En UAE 14, derrotó a Gabriela Campos por TKO en el primer asalto, consiguiendo el Campeonato de Peso Mosca de UAEW.

### Ultimate Fighting Championship
Debutó en la UFC el 20 de enero de 2021 en UFC on ESPN: Chiesa vs. Magny contra Victoria Leonardo. Ganó el combate por nocaut técnico en el segundo asalto.
Tenía previsto enfrentarse a Maryna Moroz el 5 de junio de 2021 en UFC Fight Night: Rozenstruik vs. Sakai. Sin embargo, Moroz fue retirada del evento por razones no reveladas, y fue sustituida por Tabatha Ricci. Ganó el combate por TKO en el segundo asalto.
Tenía previsto enfrentarse a Mayra Bueno Silva el 25 de septiembre de 2021 en UFC 266. Sin embargo, el combate fue pospuesto a UFC Fight Night: Ladd vs. Dumont debido a los protocolos de COVID-19. Ganó el combate por decisión unánime.
Como primer combate de su nuevo contrato de varios combates, tenía previsto enfrentarse a Jessica Eye el 5 de marzo de 2022 en UFC 272. Sin embargo, una semana antes del evento, Eye se retiró por lesión y el combate se canceló.
Se enfrentó a Jennifer Maia el 26 de marzo de 2022 en UFC on ESPN: Blaydes vs. Daukaus. Ganó el combate por decisión unánime.
Fiorot estaba programado para enfrentarse a Katlyn Chookagian el 3 de septiembre de 2022 en UFC Fight Night 209.  Sin embargo, Chookagian se retiró por razones desconocidas a mediados de junio y fue reemplazada por la ex campeona femenina de peso paja de UFC, Jéssica Andrade.  A su vez, Andrade se retiró a mediados de julio debido a razones no reveladas y fue reemplazado por el oponente original de Fiorot, Chookagian.  Después de que Fiorot se lesionara la rodilla, la pelea finalmente se cambió para llevarse a cabo en UFC 280 el 22 de octubre de 2022.  En los pesajes, Chookagian pesó 127,5 libras, 1,5 libras por encima del límite de peleas sin título de peso mosca. Chookagian fue multada con el 20% de su bolsa, que fue a parar a su oponente Fiorot.  Ella ganó la pelea por decisión unánime. 
Fiorot se enfrentó a la ex campeona de peso paja femenino de UFC Rose Namajunas el 2 de septiembre de 2023 en UFC Fight Night 226 en París . La pelea fue la primera de Fiorot en su tierra natal y el debut de Namajunas en peso mosca como profesional.  Ella ganó la pelea por decisión unánime. 
Fiorot se enfrentó a Erin Blanchfield el 30 de marzo de 2024 en UFC on ESPN 54.  Ella ganó la pelea por decisión unánime. 

## Campeonatos y logros

### Artes marciales mixtas
- Ultimate Fighting Championship
  - Empate (Erin Blanchfield y Maycee Barber) por la segunda racha de victorias más larga en la historia de la división de peso mosca femenino de UFC (6) [35]
- Extreme Fighting Championship
  - Campeonato Mundial Femenino de Peso Mosca de EFC (una vez)
- UAE Warriors
  - Campeonato de Peso Mosca de UAEW (una vez)

## Récord en artes marciales mixtas
| Récord profesional | Récord profesional | Récord profesional |
| 14 peleas          | 12 victorias       | 2 derrotas         |
| ------------------ | ------------------ | ------------------ |
| Nocaut             | 6                  | 0                  |
| Decisión           | 6                  | 2                  |

| Resultado | Récord | Oponente             | Método                                | Evento                                 | Fecha                    | Ronda | Tiempo | Localización                | Notas                                                                   |
| --------- | ------ | -------------------- | ------------------------------------- | -------------------------------------- | ------------------------ | ----- | ------ | --------------------------- | ----------------------------------------------------------------------- |
| Derrota   | 12–2   | Valentina Shevchenko | Decisión (unánime)                    | UFC 315                                | 10 de mayo de 2025       | 5     | 5:00   | Montreal                    | Por el Campeonato de Peso Mosca Femenino de UFC.                        |
| Victoria  | 12–1   | Erin Blanchfield     | Decisión (unánime)                    | UFC on ESPN: Blanchfield vs. Fiorot    | 30 de marzo de 2024      | 5     | 5:00   | Atlantic City, Nueva Jersey |                                                                         |
| Victoria  | 11–1   | Rose Namajunas       | Decisión (unánime)                    | UFC Fight Night: Gane vs. Spivak       | 2 de septiembre de 2023  | 3     | 5:00   | Paris                       |                                                                         |
| Victoria  | 10–1   | Katlyn Chookagian    | Decisión (unánime)                    | UFC 280                                | 22 de octubre de 2022    | 3     | 5:00   | Abu Dhabi                   | Combate de peso acordado (127.5 libras); Chookagian no alcanzó el peso. |
| Victoria  | 9–1    | Jennifer Maia        | Decisión (unánime)                    | UFC Fight Night: Blaydes vs. Daukaus   | 26 de marzo de 2022      | 3     | 5:00   | Columbus, Ohio              |                                                                         |
| Victoria  | 8–1    | Mayra Bueno Silva    | Decisión (unánime)                    | UFC Fight Night: Ladd vs. Dumont       | 16 de octubre de 2021    | 3     | 5:00   | Las Vegas, Nevada           |                                                                         |
| Victoria  | 7–1    | Tabatha Ricci        | TKO (puñetazos)                       | UFC Fight Night: Rozenstruik vs. Sakai | 5 de junio de 2021       | 2     | 3:00   | Las Vegas, Nevada           |                                                                         |
| Victoria  | 6–1    | Victoria Leonardo    | TKO (patada en la cabeza y puñetazos) | UFC on ESPN: Chiesa vs. Magny          | 20 de enero de 2021      | 2     | 4:08   | Abu Dhabi                   |                                                                         |
| Victoria  | 5–1    | Gabriela Campo       | TKO (puñetazos)                       | UAE Warriors 14                        | 27 de noviembre de 2020  | 1     | 4:48   | Abu Dhabi                   | Ganó el Campeonato de Peso Mosca de UAEW.                               |
| Victoria  | 4–1    | Naomi Tataroglu      | TKO (puñetazos)                       | UAE Warriors 13                        | 25 de septiembre de 2020 | 2     | 3:00   | Abu Dhabi                   |                                                                         |
| Victoria  | 3–1    | Corinne Laframboise  | TKO (puñetazos)                       | UAE Warriors 12                        | 31 de julio de 2020      | 3     | 1:52   | Abu Dhabi                   |                                                                         |
| Victoria  | 2–1    | Amanda Lino          | Decisión (unánime)                    | EFC 83                                 | 14 de diciembre de 2019  | 3     | 5:00   | Pretoria                    | Ganó el Campeonato Mundial de Peso Mosca de EFC.                        |
| Victoria  | 1–1    | Mellony Geugjes      | TKO (puñetazos)                       | EFC 80                                 | 29 de junio de 2019      | 3     | 4:17   | Sibaya                      |                                                                         |
| Derrota   | 0–1    | Leah McCourt         | Decisión (dividida)                   | Cage Warriors 94                       | 16 de junio de 2018      | 3     | 5:00   | Amberes                     | Combate de peso acordado (138 libras).                                  |